# Marc Schölermann
Marc Schölermann (* 14. Oktober 1971 in Hannover, Niedersachsen) ist ein deutscher Regisseur.

## Leben
Marc Schölermann startete im Alter von 13 Jahren 1984 seine Karriere, indem er seine eigenen Super-8-Filme drehte.
1996 meldete er sich bei der Filmakademie Ludwigsburg an.
Er führte Regie bei zahlreichen preisgekrönten Werbespots und Musikvideos.
Werbefilme dreht er für zum Beispiel Audi R8 Spyer (2009), AachenMünchener Versicherung (2010 und 2011), Opel Astra (2010 und 2011), Vodafone (2010), Škoda Yeti (2010), AXA (2010), Mercedes-Benz M-Klasse (2011), Peugeot (2011), Basler Versicherungen (2012), Veltins (2013 und 2014), Billa (2013), Jura Z6 (2015), Radeberger (2016) und Audi RS6 (2016).
Schölermann ist Mitglied beim DGA und beim Art Directors Club Deutschland.